# Огризович, Стив
Стивен «Стив» Огризович (англ. Steven "Steve" Ogrizovic; род. 12 сентября 1957, Мансфидд, Ноттингемшир) — английский футбольный вратарь, ныне работающий тренером.

## Биография
Серб по происхождению. Учился в полицейской академии и служил в полиции.
В качестве игрока он выступал на профессиональном уровне с 1977 по 2000 год и получил известность во многом благодаря годам, проведённым за «Ковентри Сити» (1984—2000). В английских чемпионатах он провёл за команду 719 матчей. В 1987 году был признан лучшим игроком года в команде. Введён в Зал славы клуба.
В начале 80-х успешно играл в крикет. С 2007 по 2010 год был тренером резервной команды «Ковентри».